# Whitecastle
Whitecastle (en anglais) ou Castell-gwyn (en gallois) est une communauté du Monmouthshire, au pays de Galles.

## Géographie
La  communauté de Whitecastle est située dans le nord-est du Monmouthshire, à quelques kilomètres au nord-ouest de la ville de Monmouth, près de la frontière anglo-galloise. Elle comprend les villages et hameaux de Llangattock Vibon Avel, Llantilio Crossenny, Llanvihangel-Ystern-Llewern (en), Penrhos (en) et Rockfield.

## Histoire
Le Château Blanc auquel la communauté doit son nom est fondé par les Normands peu après la conquête normande de l'Angleterre pour protéger la route entre Hereford et le pays de Galles.
La communauté de Whitecastle est créée en 2022 par application du Monmouthshire (Communities) Order 2021.